# Friedrich Gramsch
Friedrich Gramsch (ur. 23 października 1894 w Braniewie w Prusach Wschodnich, zm. 1 października 1955 w Sankt Augustin) – starosta powiatowy Republiki Weimarskiej, wyższy urzędnik ministerialny w czasach narodowego socjalizmu i przewodniczący Związku Powiatów Niemieckich (niem. Deutscher Landkreistag).

## Życiorys
Ojcem Friedricha Gramscha był Friedrich Karl Gramsch – starosta powiatu braniewskiego (Kreis Braunsberg) w latach 1892–1900, a później prezydent okręgu pruskiego w Królewcu, jego matką była Charlotte z domu Stosch-Rodelshöfen.
Friedrich Gramsch studiował prawo na Uniwersytecie w Tybindze w 1912 roku. Uczestniczył w I wojnie światowej, został ciężko ranny w 1917 roku. Po aplikacji radcowskiej (1918) został w 1919 roku zatrudniony w administracji w rejencji królewskiej na stanowisku referendarza (Regierungsreferendar). W 1921 roku na Uniwersytecie Albrechta w Królewcu uzyskał stopień doktora nauk politycznych. Po kolejnych awansach w 1924 trafił do pruskiego ministerstwa spraw wewnętrznych jako radca rządowy (Regierungsrat). W 1927 roku został starostą powiatu świętomiejskiego (Kreis Heiligenbeil) i urząd ten sprawował przez siedem i pół roku. Za jego kadencji poczyniono wiele inwestycji w powiecie.
W grudniu 1933 awansował na stanowisko radcy ministerialnego (Ministerialrat), w Pruskim Ministerstwie Stanu (Staatsministerium). Po przejściu do urzędu do spraw planu czteroletniego (1936–1940) pracował w dziale ds. dewiz, na czele którego stał jego przyjaciel ze studiów, Erich Neumann. Z polecenia Göringa Gramsch awansował na stanowisko dyrektora departamentu (Ministerialdirigent) w 1937 roku, a rok później na stanowisko dyrektora ministerialnego (Ministerialdirektor). Gramsch i Neumann tworzyli grupę doradczą Göringa („Brain Trust”), zajmującą się planowaniem grabieży krajów okupowanych przez Niemcy w czasie II wojny światowej. Około 1942 roku Gramscha zastąpił Neumann na stanowisku szefa działu dewiz, gdyż Gramsch nie należał do NSDAP.
Gramsch był przesłuchiwany podczas procesów norymberskich. Przez niego sporządzony plan grabieży okupowanej Francji został przedstawiony w procesie jako dowód jego współpracy z nazizmem. Brak jest danych o jego skazaniu w procesie. W latach 1947–1953 Gramsch był przewodniczącym zgromadzenia rad powiatów Dolnej Saksonii. W latach 1953–1955 był przewodniczącym zgromadzenia rad powiatów Niemiec. Oprócz tego znajdował się w zarządzie Niemieckiego Stowarzyszenia Opieki Publicznej i Prywatnej.